# چئونگیسان (سئول/گیئونگی)
چئونگیسان (به لاتین: Cheonggyesan) یک کوه در کره جنوبی است. چئونگیسان ۶۲۰ متر بالاتر از سطح دریا واقع شده‌است.